# Aranguren Apeadero
Aranguren Apeadero (bas.: Arangurengo geralekua) – przystanek osobowy w Zalla, w prowincji Vizcaya we wspólnocie autonomicznej Kraj Basków, w Hiszpanii. 
Jest obsługiwany przez pociągi wąskotorowe FEVE.

## Linie kolejowe
- Linia Bilbao – León[1]